# Gisèle Pelicot
Gisèle Pelicot (født 7. december 1952) er en fransk kvinde i centrum af Mazan-massevoldtægtssagen (fr). Fra 2011 til 2020 bedøvede og voldtog hendes mand, Dominique Pelicot, hende skjult og inviterede også mænd, som han havde kontaktet på internettet, til at voldtage hende, mens hun var bevidstløs. Hun blev først opmærksom på misbruget i 2020, da hendes mand blev arresteret for at fotografere under en kvindes kjole i et lokalt supermarked, og en politiransagning af hans computerudstyr afslørede billeder af hans kone, der blev voldtaget.
Da hendes mand og 50 andre mænd blev anklaget for grov voldtægt i Avignon i 2024, gav Pelicot afkald på sin ret til anonymitet og en retssag bag lukkede døre. Retssagen tiltrak verdensomspændende medieopmærksomhed, og Pelicots værdighed og beslutsomhed til at tale på vegne af alle ofre for seksuelle overgreb vandt hendes udbredte støtte og beundring. Hun blev et feministisk ikon og optrådte på BBC's 2024 liste over årets 100 kvinder og Financial Times-listen over de 25 årets mest indflydelsesrige kvinder.
Hendes eksmand, Dominique Pelicot, blev idømt 20 års fængsel for voldtægterne. Derudover blev 50 mænd idømt mellem tre og femten års fængsel.